# Florent Malouda
Florent Malouda (Cayenne, Francia Guyana, 1980. június 13. –) profi francia labdarúgó.

## Pályafutása

### Chelsea

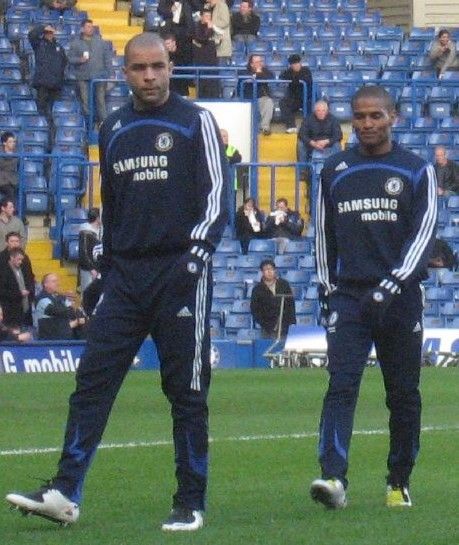
Malouda (jobbra) és csapattársa, Alex

2007. július 8-án a Lyon elnöke, Jean-Michel Aulas bejelentette, hogy a Lyon és a Chelsea megegyezett Malouda átigazolásáról. A Chelsea később hivatalosan is bejelentette, hogy Malouda július 9-én Londonba utazik elvégezni a szükséges orvosi vizsgálatokat. Az angol klub 13.5 millió fontért igazolta le a francia játékost. Malouda hároméves szerződést írt alá a csapatnál, és a 15-ös számú mezt kapta.
Első mérkőzésén, egy szezon előtti barátságos mérkőzésen a mexikói Club América ellen gólt szerzett, amivel a Chelsea egyenlített, egy másik gólt pedig előkészített John Terry-nek, így a Chelsea 2–1-re megnyerte a találkozót. Első tétmérkőzését a Manchester United ellen játszotta az angol Szuperkupában 2007. augusztus 5-én. Ezen a mérkőzésen is ő lőtte az egyenlítő gólt, azonban a trófeát a Manchester nyerte el büntetőkkel.
A bajnokságban a Birmingham City ellen mutatkozott be 2007. augusztus 12-én, és gólt is szerzett; a Chelsea második gólját a 3–2-es győzelemmel zárult meccsen. 83 percett játszott, majd Steve Sidwell váltotta. Első Bajnokok Ligája mérkőzésén Chelsea mezben a Schalke 04 ellen egyenlítőgólt szerzett.
Augusztus 19-én Malouda egy vitatható büntetőt nyert egy bajnoki mérkőzésen a Liverpool ellen. A visszajátszásból kiderült, hogy az eset nem ért büntetőt, viszont a mérkőzésen Rob Styles játékvezető megadta, Frank Lampard pedig értékesítette. Rob Styles a következő hétvégén nem vezethetett Premier League találkozót a hibája miatt.
Malouda az első Bajnokok Ligája mérkőzésén a Chelsea-ben gólt szerzett a Schalke 04 ellen. Január 23-án Joe Cole gólját készítette elő egy hosszú passzal az Everton ellen a ligakupában. A Chelsea 3–1-es összesítéssel nyert. 2008. május 5-én Malouda megszerezte második bajnoki gólját az utolsó előtti találkozón a Newcastle United ellen. A gólpasszt Frank Lampard adta. Malouda első szezonját az angol labdarúgásban két bajnoki góllal és egy gólpasszal zárta.
Malouda az új vezetőedző, Luiz Felipe Scolari irányítása alatt először 2008. szeptember 16-án volt eredményes a Bajnokok Ligája csoportkörében a francia Bordeaux ellen. 2008. szeptember 24-én a Ligakupa harmadik körében szerzett gólt a Portsmouth ellen. Mindkét mérkőzést 4–0-ra nyerte a Chelsea. A 2008–2009-es szezonban a bajnokságban először 2008. október 18-án szerzett gólt a Middlesbrough ellen 5–0-ra megnyert mérkőzésen, október 29-én pedig a Hull City ellen talált be az ellenfél kapujába. 2009. április 4-én a második gólt szerezte a Newcastle United ellen, a csapat 2–0-ra győzött. A gólpasszt most is Frank Lampard adta, Malouda gólja szinte a másolata volt annak, amit az előző szezonban szerzett a Saint James' Parkban.
2009. június 23-án Malouda  négyéves szerződést írt alá a Chelsea-vel, ami egészen 2013-ig köti a klubhoz.
Malouda egészen a 2011-12-es bajnokságig alapember volt a Chelsea csapatánál, viszont André Villas-Boas és Roberto Di Matteo idején száműzetésre került. Mai napig a klub utánpótlás csapatával tréningezik. A mostani, Európa-Ligát nyert edző Rafael Benítez sem számított a játékára. A nyáron viszont lejár a szerződése.
2013. július 17-én a török Trabzonsporhoz szerződött, akik  két és félmillió eurót fizettek érte. 2013. november 1-jén a Kayseri Erciyesspor ellen 3–1-re megnyert bajnokin két gólt szerzett. Összesen tizenkilenc bajnokit játszott a török együttesben és ötször volt eredményes.
2014. szeptember 14-én hét évet követően visszatért a francia bajnokságba és aláírt a Metzhez, miután elutasította a Birmingham City ajánlatát.
2015. augusztus 23-án az Indiai Szuperligában szereplő Delhi Dynamos játékosa lett, ahol Roberto Carlos da Silva lett az edzője.
2016 januárjában kölcsönben az egyiptomi Vádí Dedzsla csapatánál folytatta pályafutását.
2018. január 25-én a luxemburgi Differdange 03 csapatához írt alá a szezon végéig, miután azt megelőzően néhány hónapig a csapattól kapott edzéslehetőséget.

### A válogatottban
Malouda a francia labdarúgó-válogatott tagja 2004 óta. 2004. november 17-én debütált Lengyelország ellen. A válogatott állandó játékosává vált, Raymond Domenech szövetségi kapitány meghívta a 2006-os németországi világbajnokság 23 fős keretébe. Első gólját Magyarország ellen szerezte 2005. május 31-én.
Miután majdnem minden selejtezőn részt vett, jelentős része volt a francia csapatnak a vb alatt. A döntőben büntetőt szerzett Franciaországnak, amit Zinédine Zidane értékesített.
2017-ben szerepelt a francia guyanai labdarúgó-válogatottban, mivel az nem a FIFA tagja. Június 18-án debütált a barbadosi labdarúgó-válogatott elleni felkészülési mérkőzésen és részt vett a karibi kupán. Nevezték a 2017-es CONCACAF-aranykupára, de a CONCACAF viszont korábban közölte, hogy a FIFA szabályzatát alkalmazza az Arany Kupán, mivel ennek győztese szerepel a FIFA által szervezett Konföderációs Kupán. Ezért a szervezet eljárást indított Malouda ellen, mert pályára lépett. Az eljárás eredményeként a pályán 0–0-s döntetlenre végződő Honduras elleni mérkőzést büntetésből 3–0 hondurasi győzelemmel számolta el a CONCACAF, őt magát pedig a következő két hivatalos mérkőzésükről még a stadionból is kitiltották.

## Sikerei, díjai

### Lyon
- Francia bajnok (4): 2002, 2004, 2005, 2006
- Francia Szuperkupa-győztes (3): 2004, 2005, 2006

### Chelsea
- FA Premier League (1): 2010
- FA-kupa (3): 2009, 2010, 2012
- FA Community Shield (1): 2009
- UEFA Bajnokok Ligája:
  - Ezüstérmes: 2008
  - Győztes: 2012

### Francia válogatott
- FIFA világbajnokság
  - Ezüstérmes: 2006

## Statisztika
Frissítve: 2009. október 16.
| Csapat      | Szezon   | Bajnokság | Bajnokság | Kupa    | Kupa  | UEFA    | UEFA  | Összesen | Összesen |
| Csapat      | Szezon   | Meccsek   | Gólok     | Meccsek | Gólok | Meccsek | Gólok | Meccsek  | Gólok    |
| ----------- | -------- | --------- | --------- | ------- | ----- | ------- | ----- | -------- | -------- |
| Chelsea     | 2009–10  | 29        | 11        | 8       | 3     | 7       | 0     | 45       | 15       |
| Chelsea     | 2008–09  | 31        | 6         | 6       | 2     | 10      | 1     | 47       | 9        |
| Chelsea     | 2007–08  | 21        | 2         | 6       | 1     | 11      | 1     | 38       | 4        |
| Chelsea     | Össz.    | 81        | 19        | 20      | 6     | 28      | 2     | 130      | 28       |
| Lyon        | 2006–07  | 35        | 10        | 5       | 0     | 7       | 2     | 47       | 12       |
| Lyon        | 2005–06  | 31        | 6         |         |       | 9       | 0     | 40       | 6        |
| Lyon        | 2004–05  | 37        | 5         |         |       | 10      | 3     | 47       | 8        |
| Lyon        | 2003–04  | 35        | 4         |         |       | 10      | 0     | 45       | 4        |
| Lyon        | Össz.    | 138       | 25        | 5       | 0     | 36      | 5     | 179      | 30       |
| Guingamp    | 2002–03  | 37        | 10        |         |       |         |       | 37       | 10       |
| Guingamp    | 2001–02  | 32        | 4         |         |       |         |       | 32       | 4        |
| Guingamp    | 2000–01  | 23        | 1         |         |       |         |       | 23       | 1        |
| Guingamp    | Össz.    | 92        | 15        |         |       |         |       | 92       | 15       |
| Châteauroux | 1999–00  | 28        | 2         |         |       |         |       | 28       | 2        |
| Châteauroux | 1998–99  | 28        | 3         |         |       |         |       | 28       | 3        |
| Châteauroux | 1997–98  | 1         | 0         |         |       |         |       | 1        | 0        |
| Châteauroux | 1996–97  | 2         | 0         |         |       |         |       | 2        | 0        |
| Châteauroux | Össz.    | 59        | 5         |         |       |         |       | 59       | 5        |
| Összesen    | Összesen | 306       | 46        | 11      | 1     | 42      | 6     | 359      | 53       |

### Góljai a válogatottban
| #  | Dátum               | Helyszín                                                     | Ellenfél                | Gól | Eredmény | Végeredmény | Kiírás                        |
| -- | ------------------- | ------------------------------------------------------------ | ----------------------- | --- | -------- | ----------- | ----------------------------- |
| 1. | 2005. május 31.     | Stade Municipal Saint-Symphorien, Metz, Franciaország        | Magyarország            | 2–0 | 2–1      | Győzelem    | Barátságos mérkőzés           |
| 2. | 2006. május 27.     | Stade de France, Saint Denis, Franciaország                  | Mexikó                  | 1–0 | 1–0      | Győzelem    | Barátságos mérkőzés           |
| 3. | 2006. szeptember 2. | Borisz Paicsadze Stadion, Tbiliszi, Grúzia                   | Grúzia                  | 0–1 | 0–3      | Győzelem    | 2008-as Eb-selejtező          |
| 4. | 2010. június 22.    | Free State Stadion, Bloemfontein, Dél-afrikai Köztársaság    | Dél-afrikai Köztársaság | 1-2 | 1-2      | Vereség     | 2010-es világbajnokság        |
| 5. | 2010. szeptember 7. | Asim Ferhatovic Hase Stadium, Szarajevó, Bosznia-Hercegovina | Bosznia-Hercegovina     | 0-2 | 0-2      | Győzelem    | 2012 eb selejtező (D csoport) |
| 6. | 2011. június 3.     | Dinama Stadion, Minszk, Fehéroroszország                     | Fehéroroszország        | 1-1 | 1-1      | Győzelem    | 2012 eb selejtező (D csoport) |